# Česko na Evropských hrách 2019
 Českou republiku na II. Evropských hrách 2019 reprezentovalo 112 sportovců v 15 sportech. Reprezentace získala celkem 13 medailí. Během slavnostního zahájení her nesl českou vlajku judista Lukáš Krpálek, na slavnostním zakončení pak dráhový cyklista Tomáš Bábek, zlatý medailista ze závodu na 1 km s pevným startem.

## Medailisté
| Medaile | Jméno                                                         | Sport                | Disciplína                       |
| ------- | ------------------------------------------------------------- | -------------------- | -------------------------------- |
| Zlato   | David Kostelecký                                              | Sportovní střelba    | trap                             |
| Zlato   | Tomáš Bábek                                                   | Dráhová cyklistika   | 1 km s pevným startem            |
| Stříbro | Michal Desenský Barbora Malíková Jan Tesař Lada Vondrová      | Atletika             | smíšená štafeta 4x400 m          |
| Stříbro | Diana Mezuliáníková Marcela Pírková Filip Sasínek Patrik Šorm | Atletika             | stíhací smíšená štafeta          |
| Stříbro | Tomáš Nýdrle                                                  | Sportovní střelba    | skeet                            |
| Stříbro | Nikola Šarounová                                              | Sportovní střelba    | sportovní malorážka 3 x 40       |
| Stříbro | Aneta Holasová                                                | Sportovní gymnastika | prostná                          |
| Bronz   | Aneta Brabcová Filip Nepejchal                                | Sportovní střelba    | 10 m vzduchová puška smíšený tým |
| Bronz   | Filip Nepejchal                                               | Sportovní střelba    | 10 m vzduchová puška             |
| Bronz   | Nikola Šarounová                                              | Sportovní střelba    | 10 m vzduchová puška             |
| Bronz   | Barbora Šumová Jakub Tomeček                                  | Sportovní střelba    | skeet mix                        |
| Bronz   | Jan Bárta                                                     | Silniční cyklistika  | časovka jednotlivců              |
| Bronz   | Jarmila Machačová                                             | Dráhová cyklistika   | bodovací závod                   |